# سرطان صيني
سرطان صيني (الاسم العلمي: Ocypode sinensis) هو نوع من الحيوانات يتبع جنس السرطان السريع الأرجل من فصيلة السرطانات الشبحية.